# Списак дијалеката енглеског језика
Ово је списак дијалеката или наречја енглеског језика. Дијалекти су језички варијетети који се међусобно разликују по изговору, речнику, правопису и граматици. За класификацију варијетета енглеског језика према начину изговора, погледајте Регионалне акценте енглеског језика.
Дијалекти се могу дефинисати као „под-облици језика који су, углавном, међусобно разумљиви“. Говорници енглеског из различитих земаља и региона користе велики број различитих акцената или нагласака (система изговора неког језика), као и разне речи и граматичке структуре карактеристичне за одређену област; многа наречја се могу лако распознати посматрањем ових особина. Наречја се могу класификовати у ширем или ужем смислу; у оквиру једног свеобухватног народног или регионалног наречја могу се издвојити многи под-дијалекти, итд. Захваљујући комбинацији разлика у изговору и вокабулара специфичног за неки ограничен простор, може се десити да нека наречја енглеског језика буду готово неразумљива говорницима других наречја.
Лингвисти често деле главна наречја енглеског језика у три категорије: наречја Британских острва, наречја Северне Америке и наречја Аустралазије. Наречја могу бити повезана не само са одређеним подручјима, већ и одређеним друштвеним групама. У оквиру било које дате земље где је енглески говорни/званични језик често ће се наћи један облик језика који се назива стандардни енглески. Разуме се, стандардни енглески ће се разликовати од државе до државе, те се тиме сваки понаособ може сматрати засебним наречјем. Стандардни енглески се често повезује са образованим делом друштва.

## Списак

### Европа

#### Уједињено Краљевство
Британски енглески:

##### Енглеска
Енглески језик у Енглеској:
- северноенглески (на североистоку, локална наречја слична шкотском)[3]
  - чеширски
  - камбријски (у Камбрији, укључујући бароуски у Бароу на Фернесу)
  - џордијски (у Тајнсајду)
  - хартлпулски (у Хартлпулу)
  - ланкастерски (у Ланкаширу)
  - макем (у Сандерленду)
  - манчестерски (енгл. Mancunian, у Манчестеру)
  - нортамбријски (у руралном делу Нортамберленда као и округу Дарам)
  - питматик (у некадашњим рударским заједницама у Нортамберленду и Дараму)
  - скауз (енгл. Scouse, у Ливерпулу)
  - смоги (енгл. Smoggie, у Тисајду)
  - јоркширски (или народни јоркширски, односно тајк, енгл. Tyke)
- источно-мидлендски
- западно-мидлендски
  - црноземски
  - брами (енгл. Brummie, у Бирмингему)
  - потериски (у северном делу Стафордшира)
  - телфордски (у источном делу Шропшира)
- источно-англиски
  - норфолкски
  - сафолкски
- јужноенглески
  - нормативни британски
  - кокни (говори се међу радничком класом источног Лондона и околних подручја)
  - есаксон (у Есексу)
  - помпејски (у Портсмуту)
  - кентски (у Кенту)
  - мултикултурални лондонски (у Лондону)
  - сасекски (сашки)
- југозападни
  - англо-корнишки
  - бристолски
  - џанерски (у Плимуту)

##### Шкотска
- Шкотски енглески обухвата варијетете који као основу имају стандардни енглески какав се говори у Енглеској.
  - горштачки
- •	Шкотски може бити или један од старијих варијетета енглеског језика који има сопствена наречја или потпуно засебан германски језик који је различит од (шкотског) енглеског.[4]
  - острвски
  - северни
  - централни
  - јужни

##### Велс
- велшки енглески
  - кардифски
  - гауерски

##### Северна Ирска
- алстерски
  - белфастски
  - деријски
  - јужноалстерски
- алстерски шкотски (види шкотски)

#### Острво Ман
- мански (енгл. Manx)

#### Каналска острва(Норманска острва)
- каналскоострвски енглески

#### Гибралтар
- гибралтарски енглески

#### Republic of Ireland
хиберно-енглески:
- коркски
- даблински
  - Даблин 4 (енгл. Dublin 4 - D4)
  - центар града
  - предграђа
- донегалски
- керијски
- лимерички
- мидлендски
- североисточни
- слајго
- вотерфордски
- западни
- вексфордски

'Алстерски шкотски' (види шкотски)

##### Мртви дијалекти
- јола (у Вексфорду), некада се њиме говорило у баронијама Барџи и Форт, претпоставља се да потиче од средњоенглеског[5][6]
- фингалски (у Фингалу), такође се сматра да потиче од средњоенглеског[5]

### Северна Америка
Северноамерички енглески

#### САД
Амерички енглески:
- културални и етнички амерички дијалекти
  - афроамерички енглески (енгл. "Ebonics")
  - кајунски
  - хавајски пиџин
  - хиспано-амерички енглески
    - чикано
    - мајамски

  - пенсилванијски
  - јешивиш (јешива)
- општи амерички
  - општи амерички енглески јесте "стандардни", односно "мејнстрим" опсег америчког енглеског.
- регионални и локални амерички дијалекти
  - источна Нова Енглеска
    - бостонски и мејнски: шире подручје Бостона, укључујући већи део источног Масачусетса
    - Роуд Ајленд

  - југоисточни суер-регион
    - средњоатлантски (у долини Делавера)
      - балтиморски
      - филаделфијски

    - Мидландс
      - северномидлендски: Омаха, Линколн ,Колумбија, Спрингфилд, Манци, Коламбус, итд.
      - јужномидлендски: Оклахома Сити, Талса, Топика, Вичита, Канзас Сити, Сент Луис, Декатур, Индијанаполис, Синсинати, Дејтон, итд.

    - јужноатлантски (енгл. "Hoi Toider")
    - новоорлеански (у Њу Орлеансу)
    - јужњачки
      - апалачки: Линден, Бирмингем, Чатануга, Ноксвил, Ешвил и Гринвил
      - тексански: Лабок, Одеса и Далас

  - њујоршки
  - северњачки
    - континентални део: Чикаго, Детроит, Милвоки, западни Њујорк, Доњи Мичиген, као и већи део области Великих језера
    - западни део Нове Енглеске: Конектикат, долина реке Хадсон, западни Масачусетс, те Вермонт

  - горњи средњозападни: Броквеј, Мино, Бизмарк, Бемиџи, Чишхолм, Дулут, Маркет, итд.
    - горњи Мичиген (енгл. "Yooper")

  - западњачки
    - калифорнијски
    - новомексички
    - северозападни

  - пицбуршки
- Изумрли или готово изумрли дијалекти
  - стари јужњачки
  - трансатлантски (средњоатлантски) нагласак

#### Канада
Канадски енглески:
- атлантски (приморски)
  - кејп-бретонски
  - луненбуршки
  - њуфандлендски
- стандардни канадски
  - квебечки
  - енглески долине Отаве
  - пацифички (северозападни)

#### Бермуда
- бермудски енглески

#### Староседеоци
Дијалекти америчких староседелаца:
- мохави
- ислетан
- цимшиан
- ламби
- тохоно о'одам
- инупиак

### Средња и Јужна Америка

#### Белизе
- белизеански енглески

#### Фокленд
- фолклендски енглески

#### Гијана
- гијански енглески

#### Хондурас
- хондурашки енглески

#### Кариби
- карипски енглески

##### Антигва
- антигвански енглески

#### Ангиља
- ангиљански креолски

##### Бахами
- бахамски енглески

##### Барбадос
- барбадоски енглески (енгл. Bajan)

##### Јамајка
- јамајчански енглески

##### Сент Винсент и Гренадини
- винсентински енглески

##### Тринидад и Тобаго
- тринидадски енглески

### Азија

#### Брунеј
- брунејски енглески

#### Бурма
- бурмански енглески

#### Хонг Конг
- хонгконшки енглески (сличан британском енглеском)

#### Пакистан
- пакистански енглески

#### Индија
Индијски енглески:
- стандардни индијски енглески
  - Индијски енглески је стандардна (стандардизована) варијаната енглеског језика који се користи у административне сврхе, као и међу високообразованим делом становништва.
- Регионални и локални дијалекти индијског енглеског
  - источни регион
    - асамски/бенгалски енглески
    - орија енглески

  - западни регион
    - гуџарат енглески
    - махараштра енглески

  - северни регион
    - хиндустански енглески
    - делхи/панџаби енглески
    - бихарски енглески
    - раџастански енглески
    - североисточни индијски енглески

  - јужни регион
    - телугу (телужански) енглески
    - канада (канадски) енглески
    - тамилски енглески
    - малајали енглески

#### Непал
- непалски енглески

#### Малезија
- малезијски енглески (менглиш, енгл. Manglish) (сличан британском енглеском)

#### Филипини
- филипински енглески (сличан америчком енглеском)

#### Сингапур
- сингапурски енглески (сличан британском енглеском)

#### Шри Ланка
- шриланкански енглески

### Африка

#### Камерун
- камерунски енглески

#### Гана
- гански енглески

#### Кенија
- кенијски енглески

#### Либерија
- либеријски енглески (сличан америчком енглеском)

#### Малави
- малавски енглески

#### Намибија
- намибијски енглески (енгл. Namish)

#### Нигерија
- нигеријски енглески (сличан америчком енглеском)
- нигеријски пиџин

#### Јужна Африка
- јужноафрички енглески (сличан аустралијском енглеском и британском енглеском)
  - енглески јужноафричких црнаца
    - акролект
    - мезолект

  - кејп флатс енглески
  - енглески јужноафричких Индијаца
  - енглески јужноафричких белаца
    - народни нагласак
    - општи нагласак
    - култивисани нагласак

#### јужноатлантски
- јужноатлантски енглески се говори на острвима Тристан да Куња и Света Јелена.[7]

#### Уганда
- угандски енглески

### Океанија

#### Аустралија
Аустралијски енглески:
- културални
  - општи аустралијски
  - народни аустралијски
  - култивисани аустралијски
  - енглески аустралијских Абориџина
- регионални
  - јужноаустралијски
  - западноаустралијски
  - аустралијски енглески Торесовог мореуза
  - викторијски енглески
  - квинслендски енглески

#### Нови Зеланд
новозеландски енглески (сличан аустралијском енглеском и британском енглеском):
- маорски енглески
- саутлендски енглески
- таранаки нагласак

## Креолски
Постоје пиџини и креолски језици који се заснивају на енглеском, или у најмању руку користе елементе енглеског. Између осталих, ту су чинук (готово мртав трговачки језик), пиџин Америчких Индијанаца, као и менглиш (малезијски англо-малајско-кинеско-тамилски).
Поред горенаведеног, постоји и пан-азијска варијанта енглеског која се на енглеском назива Globalese.

## Вештачки дијалекти
Постоји неколико вештачких језика који као основу користе енглески, а који никада нису били прихваћени као говорни. Ови вештачки језици укључују базични (основни) енглески, е-прајм (енгл. E-Prime), глобиш (енгл. Globish), новоговор (енгл. Newspeak), чисти саксонски енглески,‍:302 специјални енглески, синтетички енглески,‍:309 упрошћени енглески, мерикански или мерички,‍:310 те инглиш (енгл. Inglish)‍:313.
Лингвисти тврде да вештачки језици више немају практичну примену имајући у виду статус енглеског као де факто глобалног језика.
- базични енглески
- е-прајм
- европски енглески
- глобиш
- новоговор
- специјални енглески
- упрошћени енглески

## Мануелно кодирани језици
- британски мануелни енглески
- амерички мануелни енглески
- аустралазијски мануелни енглески

## Мешање језика
Ово је списак портманто термина који се користе да опишу одређене локализоване варијетете енглеског, као и друге лингвистичке феномене где енглески игра неку улогу. Иако слично названи, овде побројани феномени се међусобно знатно разликују у погледу грађе. Док су једни прави мешани језици, други представљају пуко мешање кодова (лингвистички феномен где је коришћење туђица ограничено на појединачне исказе). С друге стране, неки од њих су изворни локални дијалекти енглеског као матерњег језика, док се неки односе на изговор енглеског какав имају говорници који користе енглески као страни језик. Надаље, неколицина ових феномена (попут гриклиша и финглиша) представљају не говорне варијетете енглеског, већ методе транслитерације.
- англиш (енглески са нагласком на речи германског порекла)
- арабиш (арапски и енглески, углавном романизација арапске абецеде у ћаскању на интернету)
- војнички креолски (војнички дијалект пун акронима и вулгарности)
- бенглиш (бенгалски и енглески)
- бислиш (бисајски и енглески на Филипинима)
- чинглиш (кинески и енглески)
- ченглиш (чешки и енглески)
- дејнглиш (дански и енглески)
- данглиш (холандски и енглески)
- енгриш (јапански и енглески, нарочито када се односи на искварени енглески какав Јапанци користе у именовању брендова)
- финглиш (фински и енглески)
- франгле (француски и енглески)
- денглиш/псеудо-англицизам (немачки и енглески)
- гриклиш (грчки и енглески)
- хинглиш (хинди енглески, одн. индијски и енглески)
- конглиш (јужнокорејски и енглески)
- манглиш (малајски и енглески)
- малтенглиш (малтешки и енглески)
- поглиш (пољски и енглески)
- порглиш (португалски и енглески)
- рунглиш (руски и енглески)
- шенг (мешавина свахилија и енглеског, користе га млади у Најробију, у Кенији)
- сербиш/серблиш (српски и енглески)
- сикулиш (сицилијански италијански и енглески)
- синглиш (сингапурски енглески, мешавина више пиџинских језика)
- спенглиш (шпански и енглески)
- свенглиш (шведски и енглески)
- таглиш (тагалог и енглески)
- танглиш (тамилски и енглески)
- тенглиш (телугу и енглески)
- тинглиш/тајлиш (тајландски и енглески)
- виниш (вијетнамси и енглески)
- венглиш (вешки и енглески)
- јешивиш (јешива енглески, односно амалгам јидиша и енглеског или хебрејског и енглеског)